# Hygrochasie
Hygrochasie (von griechisch hygro- „feucht, nass“, chasis „Spalt“) ist die Öffnung von Früchten oder Fruchtständen nach Befeuchtung.
Hygrochasie liegt vor, wenn sich Früchte oder Fruchtstände bei Befeuchtung (Regen oder Tau) öffnen und bei Trockenheit schließen (z. B. bei Arten der Gattungen Delosperma, Lithops, Mesembryanthemum, Sedum und Veronica). Die Öffnungsbewegung erfolgt durch Quellungsvorgänge in Zellwänden (hygroskopische Bewegungen) und aufgrund der unterschiedlichen Ausrichtung der Mikrofibrillen. Sie findet sich vor allem bei Pflanzen an trockenen Standorten.
Sie wird unterteilt in:
- Euhygrochasie: wiederholtes Öffnen und Schließen, das das Ausstreuen mit Hilfe anderer Mechanismen ermöglicht;
- Hemihygrochasie: wiederholtes Strecken und Zusammenrollen ballochorer Arten, das die Dissemination bewirkt;
- Pseudohygrochasie: nicht berstende Früchte mit hygroskopischem Kelch.[2]